# Arrondissement di Bellac
L'arrondissement di Bellac è una suddivisione amministrativa francese, situata nel dipartimento dell'Alta Vienne e nella regione della Nuova Aquitania.

## Composizione
L'arrondissement di Bellac raggruppa 63 comuni in 8 cantoni:
- cantone di Bellac
- cantone di Bessines-sur-Gartempe
- cantone di Châteauponsac
- cantone di Le Dorat
- cantone di Magnac-Laval
- cantone di Mézières-sur-Issoire
- cantone di Nantiat
- cantone di Saint-Sulpice-les-Feuilles